# Elysium (film)
Elysium is een Amerikaanse sciencefiction-actiefilm uit 2013, geregisseerd door Neill Blomkamp.

## Verhaal
In het jaar 2154 leven de rijke mensen in het ruimtestation Elysium, een Stanfordtorus. Op de zeer overbevolkte geruïneerde Aarde heerst armoede. Regeringsleider Delacourt doet er alles aan om de armen buiten het luxe ruimtestation te houden, maar de mensen op de Aarde laten het hier niet bij.
Max Da Costa, een ex-gedetineerde, wordt door een bedrijfsongeval blootgesteld aan een dodelijke chemische straling. Hij heeft nog maar vijf dagen te leven en hij kan enkel genezen worden op Elysium met de medische apparatuur die daar voorhanden is. Max zoekt zijn voormalige opdrachtgever Spider op, die vaker mensen illegaal naar Elysium transporteert. Spider wil Max helpen in ruil voor een laatste klus: Max moet belangrijke data stelen uit het brein van een van de bewoners van Elysium die af en toe naar de Aarde komen. Max stemt in, op voorwaarde dat de data die gestolen wordt afkomstig is van John Carlyle, de bedrijfsleider van de fabriek waar Max werkt.
Ondertussen heeft Delacourt een plan beraamd om de macht over Elysium over te nemen van de (volgens haar) veel te zachtaardige president Patel. Ze laat Carlyle een programma schrijven om Patel af te kunnen zetten, dat wordt opgeslagen en beveiligd in Carlyles brein. Tijdens de overval weten Max en de handlangers van Spider de data te stelen, maar ze komen erachter dat deze gecodeerd zijn. Carlyle komt om tijdens de roof en kan hen dus de code niet vertellen.
Delacourt stuurt een team onder leiding van de huurling Kruger achter Max aan om de data terug te krijgen. Max raakt gewond, maar kan ontsnappen. Hij zoekt hulp bij zijn jeugdvriendin Frey, die in een ziekenhuis werkt. Ze verzorgt hem bij haar thuis, waarop Max vertrekt om Frey en haar terminaal zieke dochtertje Matilda te beschermen tegen Kruger. Die weet hen echter te vinden, waarop Frey en Matilda worden meegenomen naar het ruimteschip van Kruger. Max arriveert bij het schip en eist om mee te vliegen naar Elysium. Hij dreigt zichzelf op te blazen en zo de data te vernietigen indien Kruger weigert.
Onderweg naar Elysium komt het tot een gevecht tussen Max en de manschappen van Kruger. Max' granaat komt tot ontploffing, waardoor het schip neerstort op Elysium. Max, Frey en Matilda worden gevangengenomen. Ondertussen wil Kruger zelf de macht grijpen over Elysium en hij vermoordt Delacourt. Niet veel later arriveren ook Spider en zijn manschappen. Max houdt Kruger bezig zodat Frey met Matilda naar een medische capsule kan vluchten om haar te behandelen. Max weet Kruger uit te schakelen en gaat met Spider naar het zenuwcentrum van Elysium, waar Spider de bestanden kan hacken. Omdat de data gecodeerd zijn offert Max zichzelf op om de code te kraken. Alle bewoners op Aarde zijn nu geregistreerd als bewoners van Elysium, waarop medische capsules naar de Aarde worden gestuurd voor de zieken en gewonden.

## Rolverdeling
| Acteur               | Personage       |
| -------------------- | --------------- |
| Matt Damon           | Max Da Costa    |
| Jodie Foster         | Delacourt       |
| Sharlto Copley       | Kruger          |
| Alice Braga          | Frey            |
| Diego Luna           | Julio           |
| Wagner Moura         | Spider          |
| William Fichtner     | John Carlyle    |
| Brandon Auret        | Drake           |
| Josh Blacker         | Crowe           |
| Emma Tremblay        | Matilda         |
| Jose Pablo Cantillo  | Sandro          |
| Maxwell Perry Cotton | Max (kind)      |
| Faran Tahir          | President Patel |
| Adrian Holmes        | Manuel          |
| Jared Keeso          | Rico            |

## Achtergrond

### Productie
De film werd geproduceerd door Bill Block, Neill Blomkamp en Simon Kinberg met een budget van $ 115 miljoen mede door Sony Pictures Entertainment. Blomkamp was ook verantwoordelijk voor de regie en het scenario. De opnames begonnen in juli 2011 op vier verschillende locaties. In de arme wijk Iztapalapa in Mexico-Stad vonden de scènes op aarde plaats en de overige opnames voor Elysium vonden plaats in Vancouver, Surrey (Brits-Columbia) en de rijke wijk Huixquilucan in Mexico-Stad. De originele filmmuziek werd gecomponeerd door Ryan Amon en opgenomen in de Abbey Road Studios met het Philharmonia Orchestra onder leiding van Alain Mayrand.

### Opbrengst
In de Verenigde Staten had de film een opbrengst van US$ 93.050.117. De opbrengst in het buitenland was US$ 192.957.131, wat een wereldwijd totaal maakt van US$ 286.007.248. Op zijn openingsdag in Noord-Amerika, 9 augustus 2013 had Elysium een opbrengst van US$ 11.088.228 en in het daarop eerste weekend (9 t/m 11 augustus 2013) een opbrengst van US$ 29.807.393.

### Ontvangst
Op de review site Rotten Tomatoes kreeg de film 68% aan positieve reviews en een gemiddelde score van 6.5/10, gebaseerd op 229 reviews. Op Metacritic kreeg de film een gemiddelde score van 61/100 gebaseerd op 47 reviews.